# Vœlfling-lès-Bouzonville
Vœlfling-lès-Bouzonville là một xã trong tỉnh Moselle, vùng Grand Est đông bắc nước Pháp.